# Praveen Jordan
Praveen Jordan (Bontang, 26 de abril de 1993) es un deportista indonesio que compite en bádminton en la categoría de dobles mixtos.
Ganó la medalla de bronce en la categoría de dobles mixto en los Juegos Asiáticos de 2014. En 2016 ganó el Super Series Masters All England en dobles mixto. Su pareja en dobles es Debby Susanto.

## Palmarés internacional
| Juegos Asiáticos | Juegos Asiáticos        | Juegos Asiáticos  | Juegos Asiáticos |
| Año              | Lugar                   | Medalla           | Prueba           |
| ---------------- | ----------------------- | ----------------- | ---------------- |
| 2014             | Incheon (Corea del Sur) | Medalla de bronce | Dobles           |

## Torneos ganados
| Número | Año  | Torneo        | Categoría                   | Pareja                                   |
| ------ | ---- | ------------- | --------------------------- | ---------------------------------------- |
| 1      | 2013 | Indonesia     | BWF International Challenge | Didit Juang Indrianto (dobles masculino) |
| 2      | 2013 | Nueva Zelanda | BWF Grand Prix              | Vita Marissa (dobles mixto)              |
| 3      | 2013 | Malasia       | BWF Grand Prix Gold         | Vita Marissa                             |
| 4      | 2013 | Indonesia     | BWF Grand Prix Gold         | Vita Marissa                             |
| 5      | 2016 | India         | BWF Grand Prix Gold         | Debby Susanto (dobles mixto)             |
| 6      | 2016 | All England   | BWF Super Series Premier    | Debby Susanto                            |

     BWF Super Series Premier/Finales
     BWF Super Series
     BWF Grand Prix Gold
     BWF Grand Prix
     BWF International Challenge